# Air China
Air China er det statsejede kommercielle luftfartsselskab i Kina. Selskabet er det næststørste kommercielle selskab i Kina efter luftflådestørrelse efter China Southern Airlines. Det er det eneste selskab, hvor alle fly bærer det kinesiske flag. Selskabet bruger Beijing Hovedstads Internationale Lufthavn som hovedknudepunkt. I 2006 fløj 33,97 millioner passagerer med selskabet.
Air China blev i december 2007 medlem af flyselskab-sammenslutningen Star Alliance.